# Varujan Vosganian
Varujan Vosganian, född 25 juli 1958 i Craiova, Rumänien, är en rumänsk politiker, matematiker, nationalekonom, essäist och poet. Vosganian, som är med i Nationalliberala partiet, var finansminister under Călin Popescu-Tăriceanu.
2009 gav Vosganian ut Cartea șoaptelor om armenier under 1900-talets Rumänien och övriga världen. När den kom ut fick den mycket uppmärksamhet i hemlandet, och har översatts till tyska, spanska, hebreiska och franska. 2013 utkom den med titeln Viskningarnas bok på bokförlaget 2244 i svensk översättning av Inger Johansson.